# Sondra Currie
Sondra Currie (Los Angeles, 11 gennaio 1952) è un'attrice e produttrice cinematografica statunitense.

## Biografia
Figlia di Donald Currie e dell'attrice Marie Harmon, che fecero diversi film negli anni '40, è sorella della cantante delle Runaways Cherie Currie e della sua gemella Marie Currie; i suoi genitori divorziarono nel 1972.
Iniziò la sua carriera di attrice in diversi film di serie B. Il suo primo ruolo fu nel film western Rio Lobo, dove però la sua apparizione non è accreditata.
Ebbe un ruolo più rilevante con il personaggio di Lacy Bond nel film d'azione Polizia investigativa femminile (1974). Passò alla televisione e apparve come guest star in Adam-12, La strana coppia, Magnum, P.I., Airwolf, Supercar, Tre cuori in affitto, Cuori senza età, Colombo e Cin cin.
Dal 1976 al 1986 è stata sposata con l'attore Tony Young; verso la fine degli anni '70, durante i provini per un film, conobbe Alan J. Levi, che sposò nel 1989. La coppia possiede una compagnia di produzione chiamata Lumina Pictures and Entertainment LTD.

## Filmografia parziale

### Cinema
- Polizia investigativa femminile (Policewomen), regia di Lee Frost (1974)
- L'ultima coppia sposata (The Last Married Couple in America), regia di Gilbert Cates (1980)
- Una notte da leoni (The Hangover), regia di Todd Phillips (2009)
- Una notte da leoni 2 (The Hangover Part II), regia di Todd Phillips (2011)
- Una notte da leoni 3 (The Hangover Part III), regia di Todd Phillips (2013)

### Televisione
- Adam-12 - serie TV, 1 episodio (1973)
- La strana coppia (The Odd Couple) - serie TV, 1 episodio (1974)
- L'incredibile Hulk (The Incredible Hulk) – serie TV, episodio 1x07 (1978)
- Supercar (Knight Rider) - serie TV, 1 episodio (1982)
- Magnum, P.I. - serie TV, 1 episodio (1983)
- Tre cuori in affitto (Three's Company) - serie TV, 3 episodi (1977-1984)
- Cuori senza età (The Golden Girls) - serie TV, 1 episodio (1986)
- Colombo (Columbo) - serie TV, 2 episodi (1990-1991)
- La signora in giallo (Murder, She Wrote) - serie TV, episodio 8x20 (1992)
- Cin cin (Cheers) - serie TV, 1 episodio (1992)
- Il tocco di un angelo (Touched by an Angel) - serie TV, 1 episodio (1998)
- E.R. - Medici in prima linea (ER) - serie TV, 1 episodio (2003)

## Doppiatrici italiane
Nelle versioni in italiano delle opere in cui ha recitato, Sondra Currie è stata doppiata da:
- Franca Lumachi in Una notte da leoni, Una notte da leoni 2, Una notte da leoni 3
- Anna Rita Pasanisi in Starsky & Hutch
- Paila Pavese ne La famiglia Bradford
- Roberta Federici in Rituals
- Antonella Rinaldi in Colombo
- Pinella Dragani ne La signora in giallo
- Antonella Alessandro in NCIS - Unità anticrimine